# میشکینو
میشکینو (به لاتین: Myshkino) یک منطقهٔ مسکونی در روسیه است که در سرزمین آلتای واقع شده‌است.